# جيش المجاهدين (العراق)

شعار منظمة جيش المجاهدين

جيش المجاهدين منظمة مسلحة عراقية مكونة «عشائرياً»[بحاجة لمصدر] نشئت عقب احتلال العراق لها علاقة بالجيش الإسلامي في العراق. وتنشط منظمة جيش المجاهدين بشكل خاص في بغداد والأنبار وديالى.ويقودها يعقوب جابر الحسن أحد المقربين لبرزان إبراهيم الحسن الاخ غير شقيق لصدام حسين
نجا من محاولتين اغتيال في 2004 و2006 من قبل جيش الأمريكي حيث اغلبية مقاتلين جيش المجاهدين من حزب البعث وضباط الجيش العراقي السابق

## إصدارات جيش المجاهدين
ان لجيش المجاهدين في العراق العشرات من الاصدارات التي شملت عمليات قتالية ضد القوات الأمريكية التي دخلت إلى العراق بعد عام 2003.
ومن هذه الإصدارات:
- النشأة والتطور
- احفاد سعد 1
- احفاد سعد 2
- جند الصحراء
- الثابتون
- الموريات قدحا
- ثأراً لاهل غزة
- العاصفات
- بشائر النصر
- اسود الشرى
- فرسان المعالي
- الصارم المسلول
- إصدارات وعمليات متفرقة.